# Mundra község
Mundra község (románul: Comuna Mândra) község Brassó megyében, Romániában. Központja Mundra, beosztott falvai Illény, Reusor, Sona, Todorica.

## Népessége
A 2011-es népszámlálás adatai alapján a község népessége 2762 fő volt.